# Offizierschule des Heeres

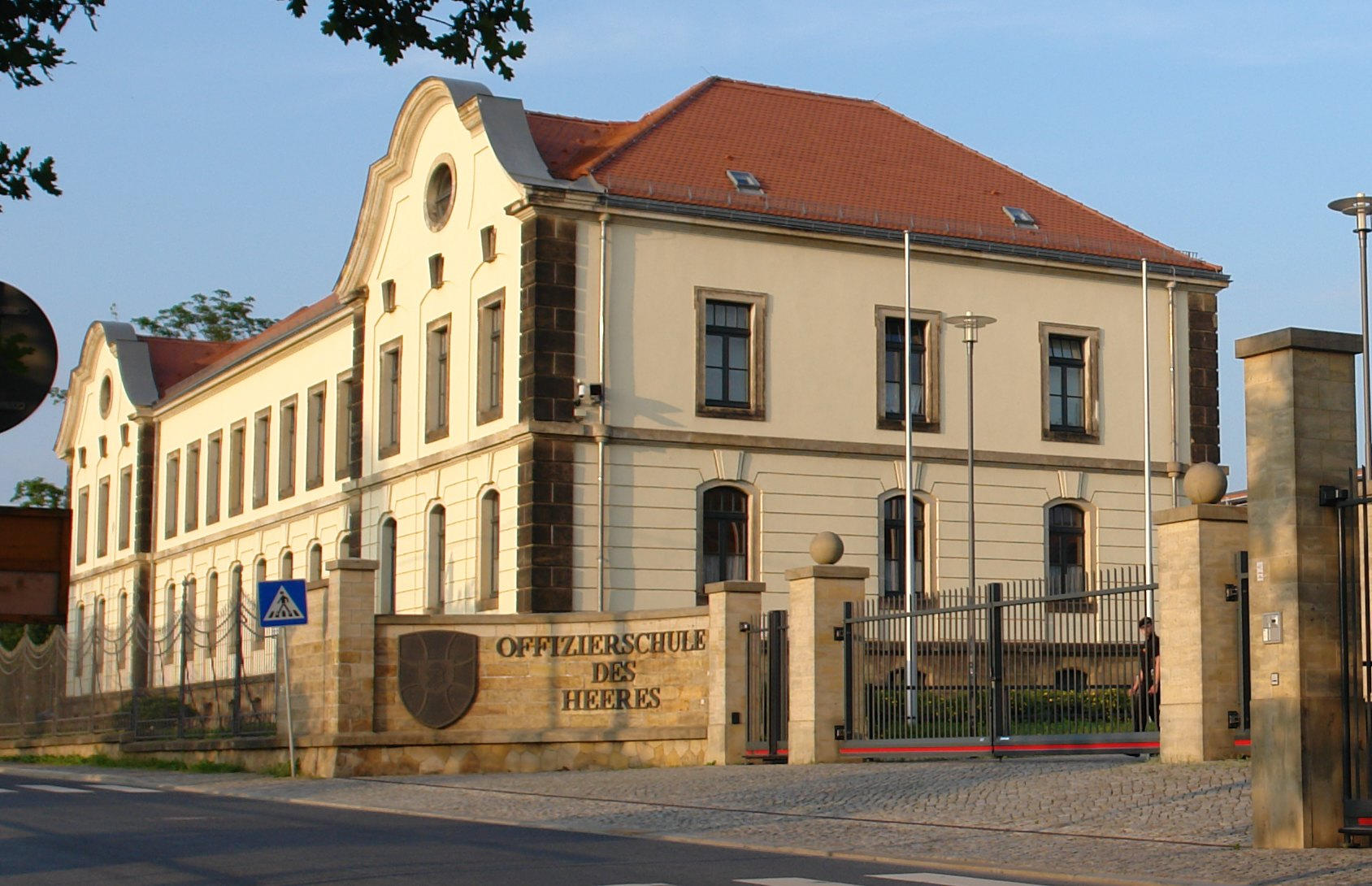
Die Offizierschule des Heeres in der Graf-Stauffenberg-Kaserne zu Dresden, hier: Eingangsbereich

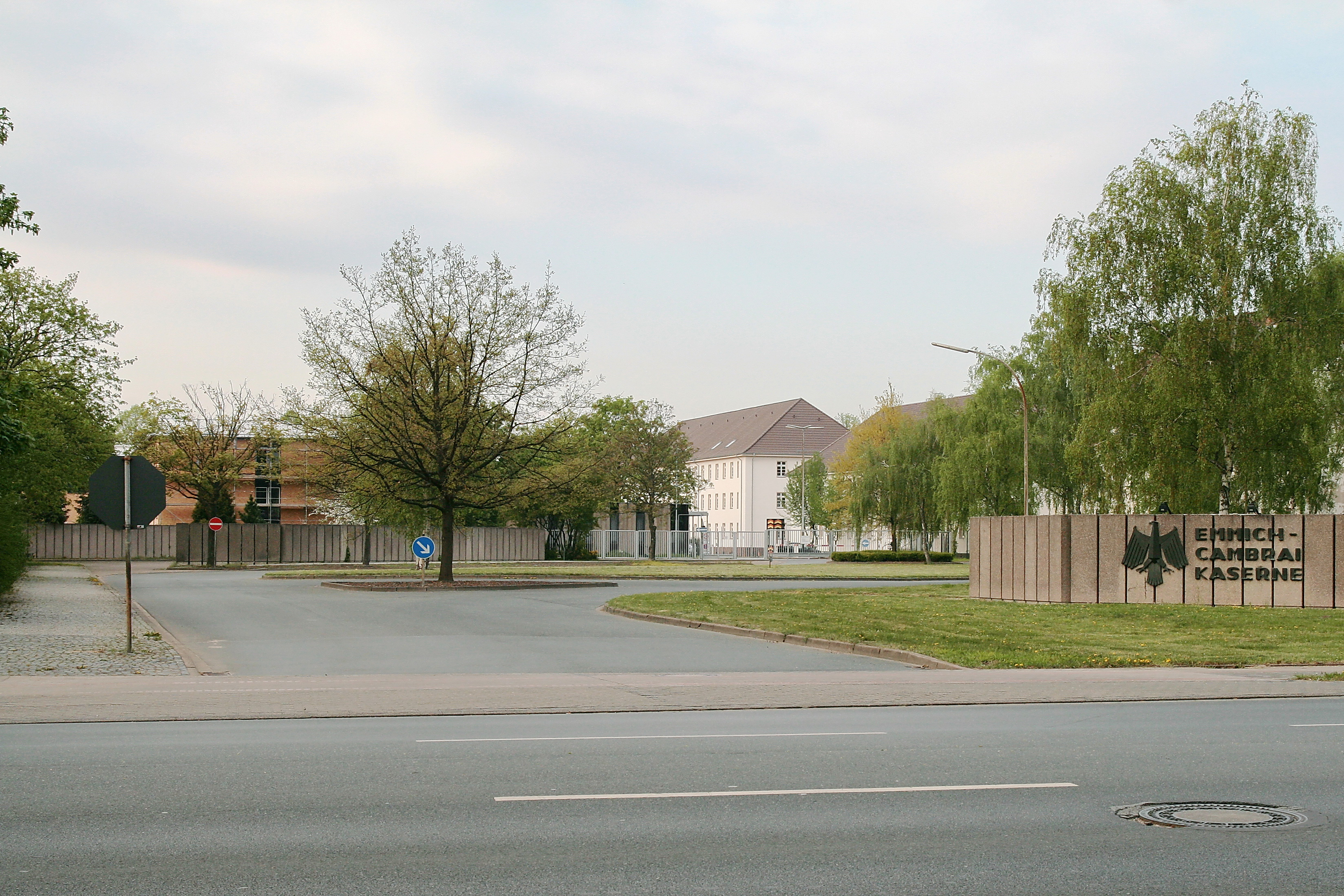
Hauptfeldwebel-Lagenstein-Kaserne, Hannover
Sitz der OSH bis Ende der 1990er Jahre

Die Offizierschule des Heeres (OSH) in Dresden ist die zentrale Ausbildungsstätte für Soldaten des Heeres der Bundeswehr und der Heeresuniformträger außerhalb des Heeres zur Offizierausbildung der Offizieranwärter und Weiterbildung von Offizieren. Die Schule untersteht dem Ausbildungskommando.
Sie bildet vornehmlich Offizieranwärter, Offiziere und Stabsoffiziere des Truppendienstes, Offizieranwärter und Offiziere des Militärfachlichen Dienstes sowie Reserveoffizieranwärter und Reserveoffiziere in Laufbahn-, Verwendungs- und Sonderlehrgängen aus und ist für die Erziehung aller Offizieranwärter des Heeres auf Basis der Richtlinien für Innere Führung verantwortlich. Sie trägt zur Weiterentwicklung der Grundsätze der Taktik im deutschen Heer bei.

## Geschichte

### Vorgeschichte
Die Offizierausbildung wurde nach der Preußischen Heeresreform ab 1810 in sogenannten Kriegsschulen durchgeführt. Diese bestanden ab 1810. 1816 erfolgte die Aufteilung der Offizierausbildung in mehrere Brigadeschulen (später Divisionsschulen) und die Offizierfortbildung und Generalstabsausbildung an der Allgemeinen Kriegsschule. Die Divisionsschulen wurden mit der Bildung eines gesamtdeutschen Heeres 1871 wieder in Kriegsschulen umbenannt. Dieser Name blieb bis 1945 bestehen.

### Heeresoffizierschulen
Nach Gründung der Bundeswehr wurde die Ausbildung der Offizieranwärter des Heeres an drei „Heeresoffizierschulen“ (HOS) aufgenommen: 1956 in Hannover (Heeresoffizierschule I) und in Husum (Heeresoffizierschule II; wurde 1958 nach Hamburg-Wandsbek verlegt), 1958 in München (Heeresoffizierschule III). Die Heeresoffizierschulen waren in einen Kommandostab (seit 1967 Schulstab) und zwei bis drei Lehrgruppen gegliedert. Für die Ausbildung verfügten sie zusätzlich über ein Lehrbataillon.

### Offizierschule des Heeres (Hannover)
Grundlage für die Zusammenführung der drei Heeresoffizierschulen war die Gründung der Hochschulen der Bundeswehr in Hamburg und München 1973. Im Juli 1974 wurde die Offizierausbildung in der bisherigen Heeresoffizierschule I als nunmehrige „Offizierschule des Heeres“ (OSH) in der Emmich-Cambrai-Kaserne in Hannover zentralisiert. Bis dahin hatten die drei Schulen in den verschiedenen, nach Dauer und Ausbildungsinhalten mehrfach geänderten Lehrgängen etwa 50.000 Offizieranwärter ausgebildet.

### Offizierschule des Heeres (Dresden)
1993 wurde auf politischer Ebene entschieden, die Offizierschule des Heeres nach Dresden zu verlegen. In dreijähriger Bauzeit entstand, auf Betreiben des damaligen Außenministers Hans-Dietrich Genscher, auf dem Areal der historischen Albertstadt die neue zentrale Ausbildungsstätte der Offiziere des Heeres. Am 14. September 1998 übergab der Bundesverteidigungsminister, Volker Rühe, im Rahmen eines feierlichen Appells das neue, durch das Planungsbüro Prof. Friedrich entworfene, Lehrsaalgebäude in der Dresdener Albertstadt-Kaserne ihrer Bestimmung. Am 16. September 2013 wurde die Liegenschaft in Graf-Stauffenberg-Kaserne umbenannt.

## Kommandeure
Offizierschule des Heeres (Hannover 1974–1998; Dresden seit 1998)
Brigadegeneral Rolf-Helmut Schröder (1974)
Brigadegeneral Wilhelm Wörmann (1974–1978)
Brigadegeneral Karl-Eberhard Grumer (1978–1982)
Brigadegeneral Gerd Röhrs (1982–1985)
Brigadegeneral Hannsjörn Boës (1985–1988)
Brigadegeneral Ernst Lissinna (1988–1991)
Brigadegeneral Günther Freiherr von Steinaecker (1991–1993)
Brigadegeneral Friedrich Freiherr von Senden (1993–1995)
Generalmajor Bernd Albert (1995–1999)
Brigadegeneral Fritz von Korff (1999–2004)
Brigadegeneral Markus Bentler (2004–2006)
Brigadegeneral Norbert Stier (2006–2008)
Brigadegeneral Franz Xaver Pfrengle (2008–2011)
Brigadegeneral Jürgen Weigt (2011–2013)
Brigadegeneral Christian Westphal (2013–2015)
Brigadegeneral Harald Gante (2015–2018)
Brigadegeneral Martin Hein (2018–2020)
Brigadegeneral Olaf Rohde (2020–2024)
Brigadegeneral Stephan Willer (seit 2024)

## Organisation und Struktur
Die maßgeblichen Organisationseinheiten der Offizierschule sind die beiden Lehrgruppen, in denen die Lehre durchgeführt wird. Sie werden von weiteren Organisationseinheiten (Stab, Fachmedienzentrum etc.) in der Wahrnehmung des Lehrauftrages unterstützt. An die Offizierschule ist das Taktikzentrum des Heeres (TZH) angegliedert.
Jede Lehrgruppe setzt sich aus fünf sog. Inspektionen zusammen, die wiederum in je fünf Hörsälen in der Lehrgruppe A und sechs Hörsälen in der Lehrgruppe B von ca. 20 Personen Stärke verschiedene Lehrgänge durchführen.
Die Hörsäle werden von Stabsoffizieren (Dienstgrad: Major oder Oberstleutnant) geführt, die zentraler Ansprechpartner für die Lehrgangsteilnehmer sowie Lehroffiziere für Taktik und Logistik sind. In der Lehre werden die Hörsaalleiter von zahlreichen Fachlehrern (z. B. für Geschichte, Recht, Sport etc.) unterstützt.
Die Inspektionen werden von einem Oberstleutnant (i. d. R. gewesener Bataillonskommandeur) geführt, der zudem für die Politische Bildung der Lehrgangsteilnehmer verantwortlich ist. Der Inspektionschef wird vom Hörsaaloffizier und Inspektionsfeldwebel in der Führung der Inspektion unterstützt.
Dem Hörsaaloffizier (Dienstgrad: Leutnant/Oberleutnant/Hauptmann) kommt vor allem in Schwerpunktlehrgängen für Offizieranwärter des Truppendienstes eine herausragende Rolle zu. Er unterstützt das Inspektionspersonal in allen Belangen und ist dadurch die gute Seele der Inspektion. Der Hörsaaloffizier ist den Lehrgangsteilnehmern (Durchschnittsalter 20 Jahre) sowohl in seiner dienstlichen als auch seiner Lebenserfahrung wesentlich näher als das übrige Lehrpersonal. Als junger Offizier, Kamerad und Mensch ist er ihnen Beispiel und Ansprechpartner zugleich. Er schließt damit die Lücke im Ereignis- und Erfahrungshorizont, die aufgrund der hohen Dienstgradstruktur zwischen den Offizieranwärtern (Dienstgrad: Obergefreiter/Hauptgefreiter bis Oberfähnrich) und dem übrigen Lehrpersonal klafft.

## Lehrgänge und Ausbildung

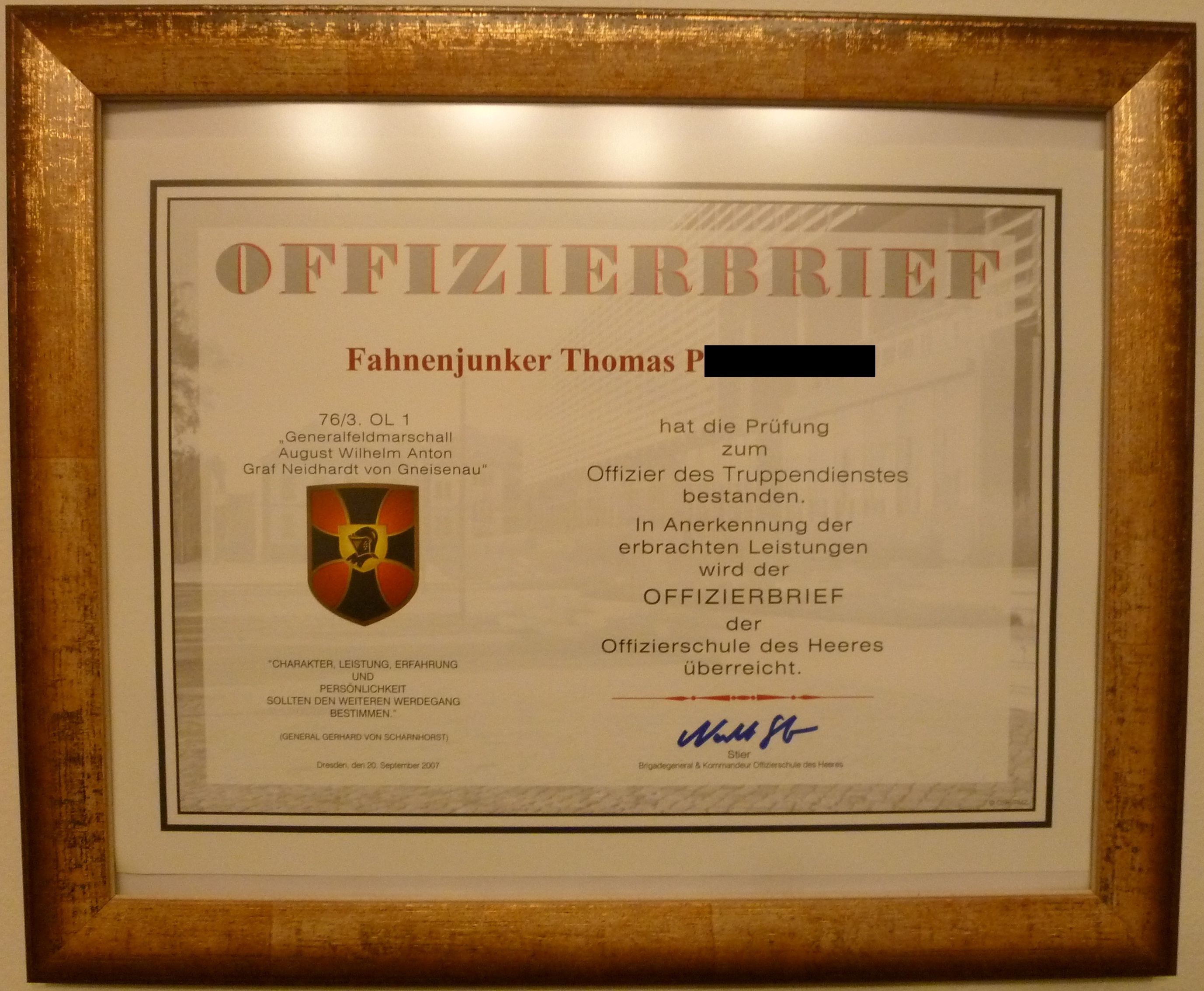
Offizierbrief der Offizierschule des Heeres eines Absolventen des OL1

An der Offizierschule des Heeres finden regelmäßig Laufbahn-, Verwendungs- und Fortbildungslehrgänge statt.
Die Laufbahnlehrgänge umfassen den Offizierlehrgang Teil 1 (OL1) für Offizieranwärter des Truppendienstes sowie den Offizierlehrgang für Offizieranwärter des militärfachlichen Dienstes. Lehrgangsziel ist es, dem Offizieranwärter das Führungswissen für die allgemeine Qualifikation zum Offizier des Heeres zu vermitteln. Dazu werden die Lehrgangsteilnehmer in den Fächern Taktik, Politische Bildung, Wehrrecht und Militärgeschichte ausgebildet. Beide Laufbahnlehrgänge enden mit der Offizierprüfung, die Teilvoraussetzung für die Beförderung zum Leutnant ist. Mit bestandener Offizierprüfung wird der (rein symbolische) Offizierbrief der Offizierschule des Heeres überreicht. Ebenfalls wird der Lehrgangsbeste mit dem Scharnhorstpreis ausgezeichnet.
Weiter wird der Laufbahnlehrgang Menschenführung im Einsatz für Reserveoffizieranwärter durchgeführt, im Zuge dessen sich der Reserveoffizieranwärter mit den Grundlagen der Menschenführung im Einsatz auseinandersetzen und befähigt werden soll, als Offizier im Einsatz dienstgradgerecht auf seine Untergebenen einwirken zu können.
Die Verwendungslehrgänge bilden ein breites Spektrum an Adressaten ab. Der Offizierlehrgang Teil 2 (OL2) zielt auf die Befähigung der jungen Offiziere (für Lehrgangsteilnehmer nach dem Studium) und Offizieranwärter (für Lehrgangsteilnehmer ohne Studium) des Truppendienstes zur Wahrnehmung von Führungsaufgaben im gesamten Aufgabenspektrum von Landstreitkräften und im multinationalen Umfeld. Weiter werden Stabsoffiziere, die in Heeresschulen als Taktik- und Logistiklehrer eingesetzt werden sollen, im entsprechenden Lehrgang ausgebildet. Gleiches gilt für zivile Rechtslehrer sowie Sprachdienstpersonal. Zusätzlich findet der Militärische Auswahllehrgang (MAL) statt, der als reiner Prüfungslehrgang qualifizierte Unteroffiziere für die Laufbahn der Offiziere des Truppendienstes auswählen soll.
Ziel der Fortbildungslehrgänge ist es, den Kenntnisstand der Berufsoffiziere in berufs- und besonders heeresspezifischen Bereichen anzuheben und zu erweitern sowie das berufliche Selbstverständnis und die Führerpersönlichkeit zu stärken. Dazu werden der Fortbildungslehrgang für Offiziere des Militärfachlichen Dienstes, der Fortbildungslehrgang für Sanitätsoffiziere sowie der Führungslehrgang 1A (u. a. Voraussetzung für die Teilnahme am Stabsoffizierlehrgang) durchgeführt.

## Wappen und Verbandsabzeichen

Das Wappen (internes Verbandsabzeichen) der OSH

Das Wappen (internes Verbandsabzeichen) der Offizierschule des Heeres wurde 1974, anlässlich der Zusammenlegung der drei Heeresoffizierschulen zur Offizierschule des Heeres, geschaffen. Es sollte wesentliche Elemente der bisherigen Wappen aufnehmen und in sich vereinen. So wurde das Eiserne Kreuz vom Wappen der HOS I mit dem Ritterhelm der HOS III auf dem roten Wappengrund der HOS II zum Wappen der Offizierschule des Heeres vereinigt und um die Farbe Gold ergänzt.
Unter Führung des Kommandeurs OSH, Brigadegeneral Freiherr von Senden, wurde dem Wappen der Wahlspruch „IN FREIHEIT DIENEN“ hinzugefügt. Dieser ist dem Roman Graf Petöfy von Theodor Fontane entlehnt, in dem Pater Feßler sagt: „Es gibt eine höchste Lebensform, und diese Höchste Lebensform heißt: In Freiheit zu dienen.“
Die verwendeten Elemente symbolisieren darüber hinaus die den deutschen Offizier auszeichnenden Tugenden.
Das Eiserne Kreuz gilt seit 1813 über alle Kriege und politischen Veränderungen hinweg als Symbol deutschen Soldatentums. Es mahnt an die wegweisenden Überlegungen zum Verhältnis von Staat, Bürger und Armee, die im Wesentlichen auf General von Scharnhorst zu Beginn des 19. Jahrhunderts zurückgehen.
Der rote Schildgrund symbolisiert die Bindung des Soldatenberufes an das Gewissen und seine Pflichterfüllung bis hin zur Aufopferung des eigenen Lebens. Im 20. Jahrhundert wird die Mahnung an die Pflicht in besonderem Maße verkörpert durch Generaloberst Ludwig Beck, Generalmajor Henning von Tresckow und Oberst Claus Schenk Graf von Stauffenberg. Damit soll verdeutlicht werden, dass an der Offizierschule des Heeres nicht das Waffenhandwerk im Vordergrund steht, sondern dass geistige und sittliche Kräfte militärische Führung bedingen. Die Lehre von der Inneren Führung steht gleichbedeutend neben der militärischen Führungslehre vom Gefecht der verbundenen Waffen.
Der Helm der Ritterrüstung verweist auf die Ritterakademie Ettal und die historische Leitfigur des Prinzen Eugen.
Die Waffenfarben Schwarz, Rot, Gold symbolisieren die Auftragserfüllung der Offizierschule des Heeres in der Pflicht für den Dienst am Staat zur Wahrung von Recht und Freiheit des deutschen Volkes.
Das Verbandsabzeichen (getragen am linken Ärmel des Dienstanzugs)  zeigt ähnlich wie alle Abzeichen der Truppenschulen zwei gekreuzte Schwerter auf rotem Grund. Darüber hinaus signalisiert ein „S“, dass es sich um eine der Schulen des Heeres handelt. Die silber-schwarze Umkordelung steht im Gegensatz zu den Wappen der anderen Truppenschulen für keine Truppengattung spezifische Waffenfarbe, sondern entspricht der Umrandung z. B. der Divisionsverbandsabzeichen sowie des Heeresamtes, da die Offiziere auch aus allen Truppengattungen stammen. Damit entspricht es insgesamt dem Wappen des ehemaligen Heeresamtes mit einem zusätzlichen „S“.

## Geografie

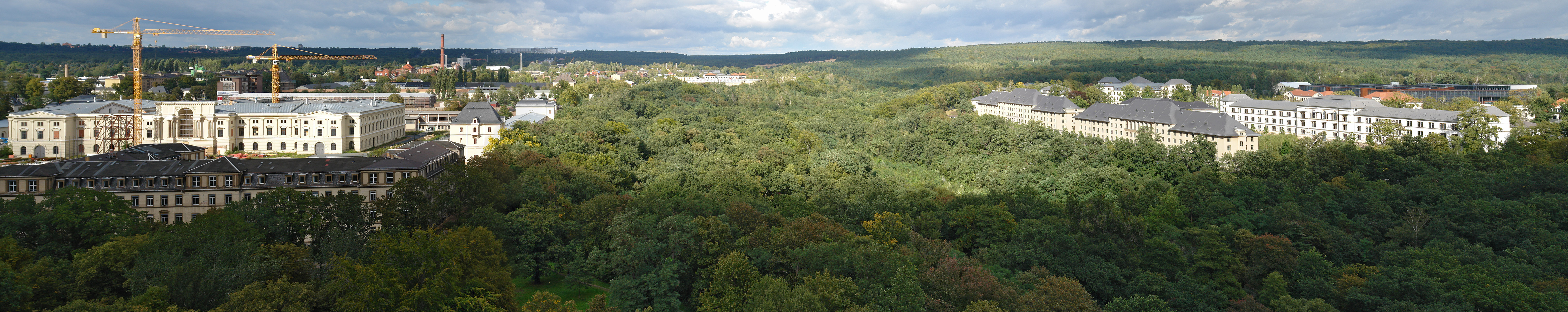
Das Tal der Prießnitz zwischen dem damals (2007) im Umbau befindlichen Militärhistorischen Museum der Bundeswehr (links) und der Offizierschule (rechts), Blick vom Turm der Garnisonkirche nach Norden

## Kritik
Der ARD-Journalist Markus Frenzel kritisiert 2011 in seinem Buch Leichen im Keller. Wie Deutschland internationale Kriegsverbrecher unterstützt, dass mutmaßliche Verbrecher gegen die Menschlichkeit, darunter der guineische Militärdiktator Moussa Dadis Camara, der 2008 an die Macht gelangte, in Dresden und Bremen ausgebildet worden waren.
Im Rahmen eines Vergewaltigungsfalls im Februar 2016 wurde dem Vorgesetzten des Opfers, einem Oberstleutnant und der Truppenärztin ein unsensibles Verhalten vorgeworfen, was im ARD-Fernsehen dokumentiert wurde. Das Amtsgericht Dresden verurteilte den Täter nach einer Verständigung gem. § 257c StPO zu einer Freiheitsstrafe von zwei Jahren, deren Vollstreckung zur Bewährung ausgesetzt wurde. Heute wird bei entsprechenden Vorfällen rigoros ermittelt. Normen und Werte durchzusetzen, sei ein wichtiges Anliegen der Ausbildung, so Generalmajor Norbert Wagner, der jetzige Chefausbilder des deutschen Heeres.

## Brandanschlag 2009
In der Nacht zum 13. April 2009 kam es zu einem Brand, bei dem 42 Pkws, Busse und Lastkraftwagen zerstört wurden. Unbekannte Täter hatten an vermutlich mindestens drei Stellen des Fuhrparkes Feuer gelegt. Über 20 Löschfahrzeuge waren im Einsatz.

## Volkstrauertag – Gedenken

Volkstrauertag 2021 – Synagogen Gedenkplatz in Dresden

Auch im Jahr 2021 legten die Angehörigen der Offizierschule des Heeres zum Volkstrauertag am Gedenkplatz der alten Synagoge in Dresden einen Blumenschmuckkranz in Gedenken nieder.